# Padrão Pacífico/América do Norte (PNA)
O padrão PNA reflete um quadripolo de anomalias de altura geopotencial, em quatro centros:
- Próximo ao Hawai (20°N, 160°W)
- Sobre o Pacífico Norte (45°N,165°W) – região da Baixa das Aleutas
- Sobre o oeste da América do Norte (55°N, 115°W)
- No leste dos Estados Unidos (30°N, 85°W).

 O PNA é observado em todos os meses com exceção de junho e julho (verão hemisfério norte).

## Fase positiva do PNA (+)[1]
Fases positivas do padrão PNA tendem a ocorrer durante El Niño, enquanto fases negativas deste padrão são algumas vezes observadas durante episódios de La Niña.
- Amplificação da crista troposférica em altos níveis na costa oeste da América do Norte, o que leva a um forte escoamento meridional de ar polar para o sul em direção aos EUA e América Central (geadas na Flórida predominam).
- A fase positiva do padrão PNA é associada com temperaturas acima da média sobre o oeste do Canadá e extremo oeste dos EUA, e temperaturas abaixo da média no centro-sul e sudeste dos EUA. O PNA tende a ter pouco impacto na variabilidade das temperaturas sobre a América do Norte durante o verão.

- As anomalias de precipitação associadas incluem pluviosidade total acima da média no Golfo do Alaska, estendendo-se pelo Pacífico, e pluviosidade totais abaixo da média sobre o leste dos EUA.

## Fase negativa do PNA (+)[1]
Ocorre o inverso da fase positiva nas regiões anteriormente citadas.